# 간나미정
간나미정(일본어: 函南町)은 일본 시즈오카현 동부 다가타군의 정이다.
다가타군은 이전에는 8정 1촌으로 구성되어 있었지만 합병에 의해 새롭게 이즈노쿠니시와 이즈시가 탄생해 현재는 간나미정만 남게 되었다.
시즈오카현 동부 이즈반도의 관문에 위치하고 하코네 산맥의 분수령을 경계로 동쪽은 아타미시, 북동쪽은 가나가와현 유가와라정 및 하코네정과 접하고 북서쪽은 미시마시와 누마즈시, 남쪽으로 이즈노쿠니시와 접하고 있다. 간나미는 JR 도카이도선, 단나 터널 서쪽 출구의 간나미역에서 도쿄역까지는 약 100km 거리에 있다. 인구는 해마다 증가 경향에 있고 정 동쪽에 퍼져 있는 하코네산 기슭에는 도심 부호 세대의 별장이 많다.

## 지리
하코네산의 서쪽에 위치하고 산간지, 구릉지, 평탄지로 이루어져 있다. 구릉지는 완만한 대지가 계속되는 밭농사 지대이고 평탄지는 다가타 평야의 일각을 차지하는 논지대로 인구의 약 60%가 집중해 시가지가 형성되어 있다.

## 역사
- 1963년 4월 1일 - 간나미촌이 정으로 승격해 간나미정이 되었다.

## 인구
| 연도 | 인구   | ±%     |
| ---- | ------ | ------ |
| 1940 | 10,625 | —      |
| 1950 | 14,953 | +40.7% |
| 1960 | 15,505 | +3.7%  |
| 1970 | 17,738 | +14.4% |
| 1980 | 28,749 | +62.1% |
| 1990 | 35,191 | +22.4% |
| 2000 | 38,611 | +9.7%  |
| 2010 | 38,574 | −0.1%  |

## 교통

### 철도
- 도카이 여객철도 도카이도 본선
- 이즈하코네 철도 슨즈선

### 도로
- 국도 1호선
- 국도 136호선